# 12 Strong
12 Strong is een Amerikaanse oorlogsfilm uit 2018, geregisseerd door Nicolai Fuglsig. De film is gebaseerd op het non-fictie boek Horse Soldiers van Doug Stanton, dat het verhaal vertelt van de 5th Special Forces Group van het Amerikaanse leger die onmiddellijk na de aanslagen op 11 september 2001 naar Afghanistan zijn gestuurd.

## Verhaal
Direct na de terroristische aanslagen op 11 september 2001 worden enkele soldaten naar Afghanistan gestuurd. Afscheid nemen van hun families is moeilijk. De speciale eenheid van Mitch Nelson, een tot dusver onervaren kapitein maar zeer gerespecteerd door zijn mannen, wordt gekozen uit vier teams. In korte tijd komen ze aan ten zuiden van Mazar-i-Sharif.
Hun missie is om de stad, samen met een Afghaanse troepenmacht onder leiding van de Generaal Dostum en een deel van de Noordelijke Alliantie over te nemen en de Taliban en Al Qaeda daar te verslaan. Hier hebben ze de taak om als voorwaartse luchtcontroller doelen aan de Amerikaanse luchtmacht toe te wijzen.
De Amerikanen moeten zich aanpassen aan de tactiek van hun bondgenoten op paarden tegen tanks en voertuigen in een vreemd gebied met meer dan 50.000 Taliban-strijders. Desalniettemin slagen ze erin de vijandige troepen zware verliezen toe te brengen en de belangrijkste vallei over te nemen naar Mazar-e Sharif. Slechts een van de twaalf mannen raakt gewond maar generaal Dostum verliest de race voor de stad tegen een concurrerende leider.

## Rolverdeling
| Acteur           | Personage             |
| ---------------- | --------------------- |
| Chris Hemsworth  | Kapitein Mitch Nelson |
| Michael Shannon  | Officier Hal Spencer  |
| Michael Peña     | Sergeant Sam Diller   |
| Navid Negahban   | Generaal Dostum       |
| Trevante Rhodes  | Sergeant Ben Milo     |
| William Fichtner | Kolonel Mulholland    |
| Geoff Stults     | Soldaat Sean Coffers  |
| Thad Luckinbill  | Soldaat Vern Michaels |
| Elsa Pataky      | Jean Nelson           |